# Biplab Basu
Biplab Basu (Hindi बिप्लब बसु; geboren 1951 in Kalkutta; gestorben am 14. März 2024 in Berlin) war ein indisch-deutscher Bürgerrechtler und Autor, der sich beruflich und juristisch gegen rassistische Polizeigewalt engagierte und für Menschenrechte einsetzte. Er war Kläger vor dem Europäischen Gerichtshof für Menschenrechte im Verfahren Basu vs. Germany.

## Leben

### Frühe Jahre
Basu wurde in Kalkutta in Westbengalen geboren. Er wuchs auf einem Dorf auf. Sein Vater war von Beruf Lehrer, seine Mutter arbeitete als Telefonistin in Kalkutta. Die Eltern teilten oppositionelle Ansichten. Basu studierte Geschichte in Mumbai. Er arbeitete als Tagelöhner im Bergbau sowie als Gewerkschafter. In Mumbai rief Basu eine Menschenrechtsgruppe gegen Polizeigewalt ins Leben. Zeitweise saß er wegen dieser Arbeit im Gefängnis. Im Alter von 28 Jahren begab er sich im Jahr 1979 auf eine Europareise, während der er in Berlin blieb und von da an dort lebte.

### Leben in Berlin
In Berlin ging Basu zunächst Gelegenheitsjobs nach, arbeitete dann beim Deutschen Roten Kreuz mit unbegleiteten minderjährigen Flüchtlingen. Er baute dort im Jahr 1988 die Antirassistische Initiative mit auf. In den 1990er Jahren war er wissenschaftlicher Mitarbeiter der PDS-Fraktion im Berliner Abgeordnetenhaus.
Im Jahr 2001 begründete er Reachout mit, eine Beratungsstelle, die Opfern rechter, rassistischer und antisemitischer Gewalt zur Seite steht, wo er von da an bis zu seinem Tod in der Opferberatung tätig war. Im Jahr 2002 gründete er die Kampagne für Opfer rassistischer Polizeigewalt (KOP), die mittlerweile in mehreren deutschen Städten aktiv ist. Dabei unterstützte er Opfer rassistischer Gewalt und machte öffentlich auf das Problem des Racial Profiling aufmerksam.

### Klage vor dem Europäischen Gerichtshof für Menschenrechte
Persönliche Erfahrungen mit staatlichem Rassismus prägten ihn, insbesondere ein Vorfall im Jahr 2012, bei dem er und seine Tochter auf Grund ihrer Hautfarbe bei der Einreise an der deutsch-tschechischen Grenze von der Bundespolizei rechtswidrig kontrolliert wurden. Gegen diese Maßnahme klagte er zunächst erfolglos vor dem Verwaltungsgericht Dresden (2013), dem Sächsischen Oberverwaltungsgericht (2015) und schließlich vor dem Bundesverfassungsgericht (2018). Er zog vor den Europäischen Gerichtshof für Menschenrechte, der ihm im Verfahren Basu vs. Germany im Jahr 2022 Recht gab. Denn die Bundesrepublik Deutschland habe das Diskriminierungsverbot der Europäischen Menschenrechtskonvention nicht beachtet und ihm sei eine unabhängige Untersuchung verwehrt worden.
Es handelte sich um das erste Urteil des Europäischen Gerichtshof für Menschenrechte zu Racial Profiling. Eine Folge des Urteils ist, dass weitere Landesparlamente und der Bundestag seitdem Unabhängige Polizeibeauftragte einrichteten, u. a. den Bundespolizeibeauftragten. Dies verlangte das Gericht darüber hinaus von allen seinen Vertragsstaaten.

### Tod
Biplab Basu starb im Alter von 72 Jahren in Berlin. Sein Beitrag zur Stärkung der Rechte von Minderheiten und zur Förderung einer inklusiven und gerechten Gesellschaft wurden nach seinem Tod als wegweisend für die antirassistische Sozialbewegung in Deutschland und darüber hinaus gewürdigt.

## Schriften
- Biplab Basu: Die Lüge von der Neutralität. Überlegungen zu Rassismus in Polizei, Justiz und Politik. In: Kampagne für Opfer rassistischer Polizeigewalt (Hrsg.): Alltäglicher Ausnahmezustand: institutioneller Rassismus in deutschen Strafverfolgungsbehörden. edition assemblage, Münster 2016, ISBN 978-3-942885-79-9, S. 86–103.
- Biplab Basu, Klaus Kohlmeyer, Hans-Eberhard Schultz, Gün Tank (Hrsg.): Das Problem heißt institutioneller Rassismus. VSA: Verlag, Hamburg 2023, ISBN 978-3-96488-086-4.
- Biplab Basu, Parto Tavangar: „Clan“-Kriminalität und Racial Profiling. Institutioneller Rassismus durch Polizei und Justiz. In: Mohammed Ali Chahrour, Levi Sauer, Lina Schmid, Jorinde Schulz, Michéle Winkler (Hrsg.): Generalverdacht. Wie mit dem Wie mit dem Mythos Clankriminalität Politik gemacht wird. Edition Nautilus, Hamburg 2023, ISBN 978-3-96054-328-2, S. 255–268.
- Cengiz Barskanmaz, Biplab Basu, Lisa Hagen, Klaus Kohlmeyer, Selma Oker, Hans-Eberhard Schultz, Josephine Ziehrer-Lättner: Den alltäglichen und den institutionellen Rassismus bekämpfen! Parallelbericht an den UN-Ausschuss für die Beseitigung der Rassendiskriminierung (ICERD) zum 23. - 26. Bericht der Bundesrepublik Deutschland nach Artikel 9 des Internationalen Übereinkommens zur Beseitigung jeder Form von rassistischer Diskriminierung. Hrsg.: Eberhard-Schultz-Stiftung für Soziale Menschenrechte und Partizipation. Berlin Oktober 2023 (sozialemenschenrechtsstiftung.org [PDF; 1,4 MB; abgerufen am 20. März 2024]).